# سيادة القانون

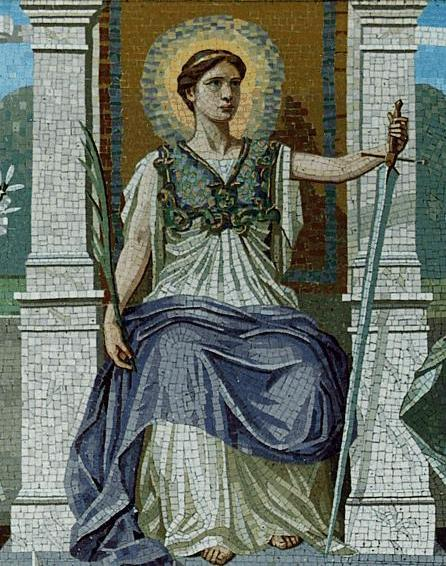

يوجد تعريف سيادة القانون (بالانجليزية: Rule of Law) في قاموس أكسفورد الإنجليزي على النحو التالي: «هو سلطة القانون وتأثيره على المجتمع، وخاصةً عندما يُنظر إليه على أنه قيد على السلوك الفردي والمؤسساتي، (ومن هنا) إنه المبدأ الذي بموجبه يخضع جميع أعضاء المجتمع (بما في ذلك أعضاء الحكومة) على قدم المساواة للقوانين والعمليات القانونية التي يُكشف عنها علنًا». يرتبط مصطلح «سيادة القانون» ارتباطًا وثيقًا بمصطلح «الدستورية» وكذلك الأمر بمصطلح «دولة القانون» إذ يشير إلى حالة سياسية لا إلى أي قاعدة قانونية معينة.
يمكن تتبع استخدام مصطلح سيادة القانون إلى بريطانيا في القرن السادس عشر، وفي القرن الذي تلاه، استخدمه عالم اللاهوت الإسكتلندي صموئيل روثرفورد في جداله ضد مفهوم حق الملوك الإلهي. كتب جون لوك أن الحرية في المجتمع تعني الخضوع فقط للقوانين التي تصدرها هيئة تشريعية والتي تُطّبق على الجميع، مع وجود شخص خالٍ من القيود الحكومية والخاصة بناءً على الحرية. عُمّم مصطلح «سيادة القانون» في القرن التاسع عشر على يد الفقيه البريطاني إيه. في. دايسي. ومع ذلك، فقد اعترف المفكرون القدامى بالمبدأ (وإن لم تكن العبارة نفسها)؛ فعلى سبيل المثال، ضمن كتب أرسطو: «من الأنسب أن يحكم القانون أكثر من أي مواطن».
تعني سيادة القانون أن يخضع كل شخص إلى القانون، بما في ذلك المُشرعون ومسؤولو إنفاذ القانون والقضاة. في هذا المعنى، نجد بأن المصطلح يتناقض مع الحكومة الملكية أو حكم الأقلية التي بموجبها يتجاوز الحكام القانون. يمكن إيجاد مظاهر عوز سيادة القانون في كل من الديمقراطيات والممالك، على سبيل المثال، بسبب إهمالهم أو جهلهم بالقانون، أو بسبب أن سيادة القانون تكون أكثر عرضة للانحلال في حال امتلكت الحكومة آليات تصحيحية غير كافية لاستعادته.

## الوضع في مختلف الولايات القضائية
اعتُبرت سيادة القانون أحد الأبعاد الرئيسة التي تحدد جودة إدارة البلد وحسنها. عرّفت الأبحاث -مثل مؤشرات الحوكمة العالمية- مصطلح سيادة القانون على النحو التالي: «هو مدى ثقة العملاء والتزامهم بقوانين المجتمع، لا سيما جودة إنفاذ العقود والشرطة والمحاكم، فضلًا عن احتمال مظاهر الجريمة أو العنف». بناءً على هذا التعريف، عمِلَ برنامج مؤشرات الحكومة العالمية على تطوير معايير كلية لسيادة القانون في أكثر من 200 دولة، كما هو موضح في الجهة اليمنى من الخريطة.

### أوروبا
نجد في مقدمة الاتفاقية الأوروبية لحماية حقوق الإنسان والحريات الأساسية ما يلي: «تتشابه حكومات الدول الأوروبية في التفكير، وتمتلك تراثًا مشتركًا من التقاليد السياسية والمُثل العليا والحرية ومفهوم سيادة القانون».
تتشابه المفاهيم حول مصطلح سيادة القانون في كل من فرنسا وألمانيا، (بالفرنسية: Etat de droit وبالألمانية: Rechtsstaat) مع مبادئ السيادة الدستورية وحماية الحقوق الأساسية فوق السلطات العامة (انظر القانون العام)، لاسيما الهيئة التشريعية. كانت فرنسا واحدة من الرواد الأوائل في إنشاء أفكار سيادة القانون. بينما يُعدّ التعريف الألماني أكثر «صلابة» ولكنه مشابه أيضًا للتعريف في كل من فرنسا والمملكة المتحدة.
يفرض الدستور الفنلندي بشكل صريح مفهوم سيادة القانون من خلال النص على أنه «يجب أن تستند ممارسة الصلاحيات العامة إلى قانون. ويجب مراعاة القانون بدقة في جميع الأنشطة العامة».

#### المملكة المتحدة
في المملكة المتحدة، يُمثّل مصطلح سيادة القانون مبدأً طويل الأمد بناء على الطريقة التي تُحكم بها البلاد، ويعود تاريخه إلى ماغنا كارتا في عام 1215 ووثيقة الحقوق في عام 1689. في القرن التاسع عشر، كتب إيه. في. دايسي -وهو باحث ومحامٍ دستوري- عن الركيزتين الأساسيتين في الدستور البريطاني، في عمله الكلاسيكي تحت عنوان «مقدمة لدراسة قانون الدستور. بالإنجليزية: Introduction to the Study of the Law of the Constitution (1885)». تعَد هاتان الركيزتان هما سيادة القانون والسيادة البرلمانية.

## المنظمات

### مجلس أوروبا
يصف النظام الأساسي لمجلس أوروبا مصطلح سيادة القانون بأنه أحد المبادئ الأساسية التي يقوم عليها تأسيس المنظمة. تنصّ الفقرة 3 من مقدمة النظام الأساسي لمجلس أوروبا على ما يلي: «وإذ تؤكد من جديد تفانيها للقيم الروحية والأخلاقية التي تُمثّل التراث المشترك لشعبها وتُعدّ المصدر الحقيقي للحرية الفردية والحرية السياسية وسيادة القانون، وهي المبادئ التي تُشكّل أساس كل ديمقراطية حقيقية». يطرح النظام الأساسي فكرة الامتثال لمبادئ سيادة القانون كشرط للدول الأوروبية لتصبح ذات عضوية كاملة في المنظمة.

### لجنة الحقوقيين الدولية
في عام 1959، أُقيم مؤتمر في مدينة نيودلهي يُمثّل لجنة الحقوقيين الدولية، وأّصدِرَ من خلاله إعلان عن المبدأ الأساسي لسيادة القانون. شارك في المؤتمر أكثر من 185 قاضيًا ومحاميًا وأساتذة قانون من 53 دولة. عُرف بإعلان دلهي (مؤتمر نيودلهي). أثناء المؤتمر، أعلن المشاركون فيه عن المفهوم الضمني لمصطلح سيادة القانون. وتحدثوا عن حقوق وحريات محددة وعن سلطة قضائية مستقلة وظروف اجتماعية واقتصادية وثقافية تضفي إلى كرامة الإنسان. الجانب الوحيد الذي لم يُدرج في إعلان دلهي هو سيادة القانون التي تتطلب سلطة تشريعية تكون خاضعة للمراجعة القضائية.

### مشروعالعدالة العالمية
وفقًا لما يستخدمه مشروع العدالة العالمية، وهو منظمة غير ربحية ملتزمة بالنهوض بسيادة القانون في جميع أنحاء العالم، يشير مصطلح سيادة القانون إلى نظام قائم على القواعد تُدعم من خلاله المبادئ العالمية الأربعة التالية:
- تقع مسؤولية القانون على عاتق الحكومة ومسؤوليها ووكلائها.
- تكون القوانين واضحة ومعلنة ومستقرة وعادلة، وتحفظ الحقوق الأساسية، بما في ذلك حفظ أمن الأفراد والممتلكات.
- تكون العملية التي تُسن بموجبها القوانين وتدار وتطبَّق سهلة المنال وعادلة وفعالة.
- يوصل إلى العدالة عن طريق عدد كافٍ من القضاة أو المحامين أو المفوضين أو الموظفين القضائيين المختصين والمستقلين والأخلاقيين والذين يتمتعون بموارد كافية ويعكسون تكوين المجتمعات التي يخدمونها.

عَمِلَ مشروع العدالة العالمية على إنشاء فهرس لقياس مدى التزام الدول بسيادة القانون في الممارسة العملية. يتكون فهرس سيادة القانون (WJP Rule of Law Index) من 9 عوامل رئيسة و 52 عاملًا فرعيًا، ويغطي مجموعة متنوعة من أبعاد سيادة القانون - مثل سواء أكان المسؤولون الحكوميون يخضعون للمساءلة بموجب القانون أم إذا كانت المؤسسات القانونية تحفظ الحقوق الأساسية وتتيح للناس العاديين فرصة الوصول إلى العدالة.

### منظمة قانون التنمية الدولية
منظمة قانون التنمية الدولية (IDLO): هي منظمة حكومية دولية تركز بشكل كبير على تعزيز سيادة القانون والتنمية. إذ تعمل على تمكين الناس والمجتمعات من المطالبة بحقوقهم، وتُزود الحكومات بالمعرفة اللازمة لفهم المواطنين. وتدعم الاقتصادات الناشئة والبلدان متوسطة الدخل لتعزيز قدرتها القانونية وإطار سيادة القانون من أجل التنمية المستدامة وفرص النهوض الاقتصادية. وتُعتبر المنظمة الحكومية الدولية الوحيدة ذات التفويض الحصري لتعزيز سيادة القانون؛ إذ تمتلك خبرة في العمل على نطاق أكثر من 170 دولة حول العالم.
تُعرّف منظمة قانون التنمية الدولية مصطلح سيادة القانون على النحو التالي:
أكثر من مجرد طريقة لمراعاة الأصول القانونية، فإن مصطلح سيادة القانون هو عامل تمكين للعدالة والتنمية. إذ إن المفاهيم الثلاثة مترابطة؛ عندما تُدرَك، تعزز بعضها. بالنسبة لمنظمة IDLO، بقدر ما يتعلق الأمر بالقوانين والإجراءات، فإن مصطلح سيادة القانون يُعتبر ثقافة وممارسة يومية. وهو لا ينفصل عن المساواة أو من الوصول إلى العدالة والتعليم أو من الوصول إلى الصحة وحماية الفئات الأكثر ضعفًا. إنه أمر حيوي لبقاء المجتمعات والأمم وللبيئة التي تدعمها.
يقع المقر الرئيس لمنظمة IDLO في روما، ويوجد مكتب فرعي في مدينة لاهاي ومركز مراقبة دائم في الجمعية العامة للأمم المتحدة في مدينة نيويورك.

## عموميات
ربما نجد أوضح تفسير لمفهوم سيادة القانون في قانون الكومنولث، حيث كتب فيه آلبرت فين دايسي في باب قانون الدستور في عام 1895 يقول:
«كل مسؤول بدءاً من رئيس الوزراء وانتهاءً بالشرطي أو جابي الضرائب العادي يتحملون المسؤولية نفسها كأي مواطن آخر لكل عمل يقومون به دون مسوغ قانوني. وتعج التقارير بالحالات التي جرى فيها جلب المسؤولين أمام القضاء وتم تطبيق العقوبات عليهم- بصفتهم الشخصية- جراء عمل قاموا به بصفتهم الرسمية تجاوزوا فيها صلاحياتهم لقانونية.»
- قانون الدستور (لندن، ماكميلان، 1950)
ولهذا فإن، الذين يضعون القوانين وينفذونها هم أنفسهم مجبرين بالتقيد بها.
وفي القانون الأمريكي فإن أشهر شرح لنفس المبدأ وضعه جون آدامز في دستور كومنولث ماساشوستس وذلك في باب توضيح مبدأ فصل السلطات:
«لن يمارس الفرع التشريعي في حكومة هذا الكومنولث أبداً السلطات التنفيذية أو القضائية أو أي منهما: كما لن يمارس الفرع التنفيذي مطلقاً السلطات التشريعية والقضائية أو أي منهما: والفرع القضائي لن يمارس مطلقاً السلطات التنفيذي أو التشريعية أو أي منهما: والهدف من ذلك أن تكون الحكومة حكومة قانون لا حكومة رجال.»
- دستور ماساشوسيتس، القسم الأول، المادة XXX (1780)
العبارة الأخيرة «الهدف من ذلك أن تكون الحكومة حكومة قانون لا حكومة رجال» قد اقتبستها المحكمة العليا الأمريكية والمحاكم العليا في كل ولاية من من الولايات المتحدة الأمريكية.
أن مفهوم «سيادة القانون» هو مرتبط عموماً ببعض المفاهيم الأخرى مثل:
• Nullum crimen، Nulla poena sine praeia lege poenali، عدم سن قوانين ذات أثر رجعي.
• افتراض البراءة – «كل الأفراد بريئين حتى يثبت العكس»
• الخطورة المضاعفة – الأفراد يعاقبون مرة واحدة فقط لكل جريمة معينة. يمكن السماح أو عدم السماح بإعادة المحاكمة على أساس ما يتوفر من أدلة جديدة.
• المساواة القانونية – لكل الأفراد نفس الحقوق من دون تمييز على أساس المكانة الاجتماعية، الدين، الآراء السياسية وما إلى ذلك. وهذا كما قال مونتيسيكيو يعني بأن «القانون يجب ن يكون مثل الموت الذي لا يستثني أحداً»
• Habeas Corpus- مصطلح لا تني يعني «يجب أن يكون لديك الجسم». من حق كل من يتم اعتقاله أن يتم إخباره بالجريمة التي يُتهم بها، وأن يطالب أو تطلب مراجعة حبسه أو حبسها من قبل سلطة قضائية. يجب أن يتم إطلاق سراح المعتقلين بصورة غير قانونية.
إن مفهوم «سيادة القانون» بذاته لا يقول شيئاً عن «عدالة» القوانين نفسها، بل يبين ببساطة كيف يحافظ النظام القانوني على القوانين. وكنتيجة لذلك يمكن أن توجد دولة غير ديمقراطية تماماً أو دولة لا تحترم حقوق الإنسان مع أو بدون «سيادة القانون»، وهي حالة يجادا العديدون بإمكان تطبيقها على العديد من النظم الدكتاتورية الحديثة. رغم ذلك فأن «سيادة القانون» تعتبر شرطاً مسبقاً للديمقراطية، وقد خدمت عل هذا الأساس كأساس شائع للتعامل مع حقوق الإنسان بين الدول من قبيل جمهورية الصين الشعبية والغرب.
سيادة القانون هي مثل أعلى قديم كان أرسطو أول من تحدث عنه كنظام من القوانين المتأصلة في النظام الطبيعي. ولا زال هذا المثل الأعلى يحتفظ بأهميته كمثل أعلى معياري، حتى مع استمرار محاولات المثقفين المتواصلة لوضع تعريف محدد له.
لقد ورد مفهوم السيادة غير المتحيزة للقانون في الفلسفة السياسية الصينية الخاصة بالتقيد بالقوانين، إلا الطبيعية الشمولية للنظام الذي نجم عن هذه الفلسفة كان له تأثير عميق على الفكر السياسي الصيني الذي كان يبرز في خطابه على الأقل العلاقات الأخلاقية الشخصية على الصلات القانونية غير الشخصية. وبرغم حقيقة أن أباطرة الصين لم يكونوا خاضعين للقوانين، فإنهم رؤوا بالممارسة بان من الضروري العمل وفق إجراءات منظمة لأسباب تتعلق بسياسة إدارة الدولة.
وفي التقليد الإنكلوأمريكي فإن سيادة القانون اعتبر حماية بوجه الاستبداد وكوسيلة لفرض القيود على سلطات الحكومة. أما في جمهورية الصين الشعبية فإن الحديث حول سيادة القانون يتركز حول الفكرة القائلة بأنه في النهاية سيعزز من سلطة الدولة على الأمة.

## انتقادات
في الوقت الذي نجد بان هناك اتفاقا في كل من الصين والغرب بأن سيادة القانون شيء جيد، لا يمكن رغم ذلك اعتباره حقيقة مقبولة على النطاق العالمي. فبعض الحكومات الشيوعية، بما فيها الصين في فترة الثورة الثقافية، كانت سلبيا نوعا ما حيال فكرة سيادة القانون وحجتها في ذلك بأن سيادة القانون تتعارض مع الصراع الطبقي. وعلاوة على ذلك فهناك معارضة لسيادة القانون في العديد من الدول الشمولية والفاشية. فالسياسة المعلنة لهذه الحكومات، كما كانت الحال في ألمانيا النازية، تتمثل في إبقاء الشعب في خوف دائم من الحكومة.
برزت هناك عدة انتقادات لمفهوم سيادة القانون. يتمثل إحداها في أن تركيز المرء على الإجراءات المستخدمة لخلق القوانين يمنعه من النظر في محتوى تلك القوانين وعواقبها. والانتقاد الآخر، الذي يذكره منظرون بارزون، يتمثل في قولهم بأن مفهوم سيادة القانون لا يتعدى كونه منهجاً تستخدمه الطبقات الحاكمة لتبرير حكمها، لأنهم من يقررون ما يصدر من قوانين وما لا يصدر (أي بمعنى آخر حجة المنتقدين تكمن في أن سيادة القانون هي في الواقع سيادة أولئك الأشخاص الذين يصدرون القانون أو يغيرونه). وهناك انتقاد آخر يقول بأن سيادة القانون تركز على منع الإجراءات التعسفية، وتضفي الشرعية في نفس الوقت على كل ما يطبق في سبيل ذلك «وفقاً للقانون» حتى وإن كان معظم الناس معارضين لهذه الإجراءات.

## بعض الدساتير التي نصت صراحة على سيادة القانون
من الدول التي اعتمدت مفهوم سيادة القانون صراحة، جمهورية مصر العربية في نصوص دستورها:
- نصوص من الدستور المصري تنص على سيادة القانون

## أنظر
- القانون
- الصلاحية القضائية.